# Remi De Smet

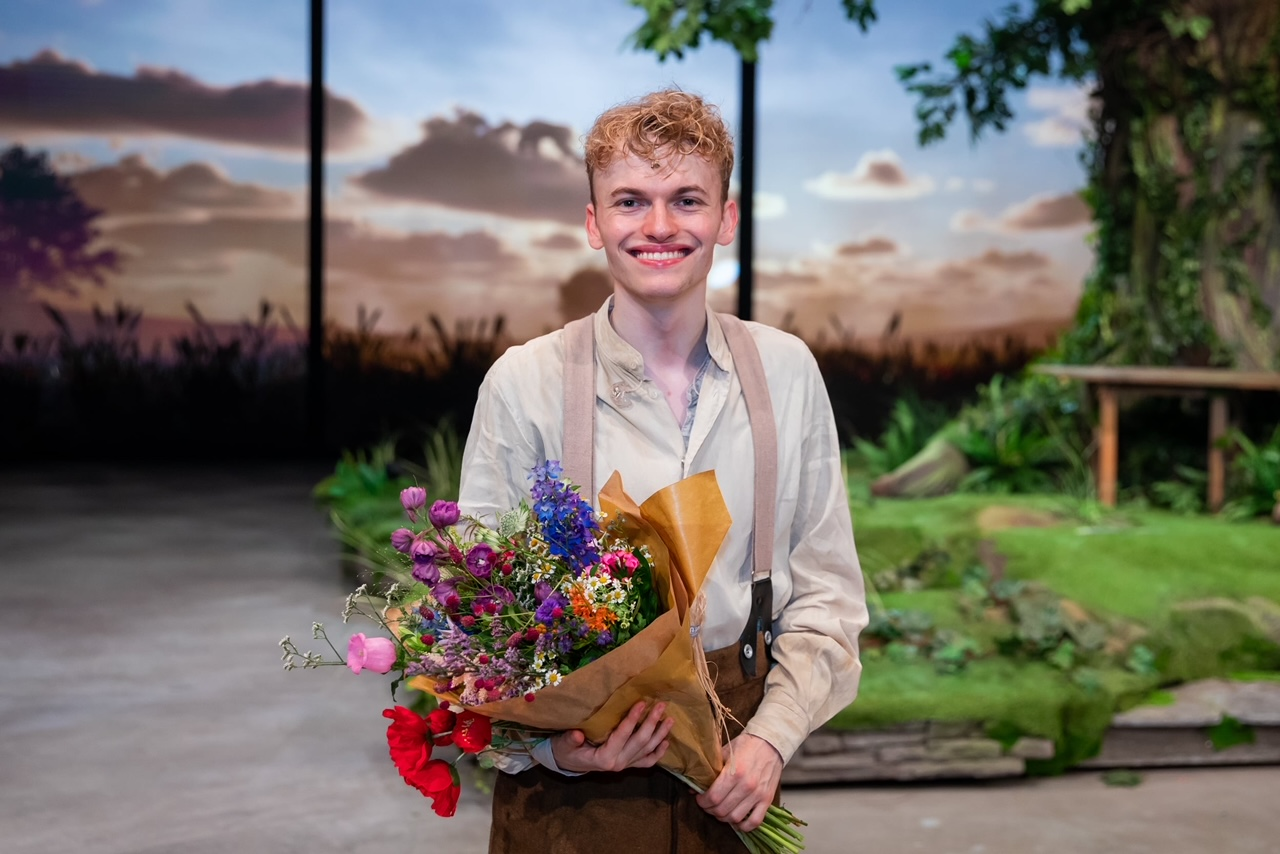
Remi De Smet tijdens première '14-'18 (2024) in de rol van Kamiel Laenens.

Remi De Smet (Gent, 4 februari 2002) is een Vlaamse (musical- en stem)acteur, zanger en danser.

## Biografie
De Smet startte zijn carrière in 2010, als Prins Gabriël in de VTM-serie Wij van België.  
Vanaf 2012 werkte hij in de theaterwereld, toen hij de rol van Kleine Robin speelde in Robin Hood. Nadien volgden musicals als '14-'18 (2014 versie) in de rol van 'Kleine Albert' en kreeg hij zijn eerste hoofdrol als Wickie in de musical Wickie de Musical. Hierdoor stond hij ook in het sportpaleis tijdens verschillende edities van De Grote Sinterklaasshow. Verder was hij te zien in o.a. de musicals Ben X, Kadanza Together, Dolfje Weerwolfje, Ridders van de Ronde Keukentafel, Titanic, November 89, Oliver!, Mamma Mia! en de theatervoorstellingen STUK, een klein geluk in een grote oorlog en Ondanks Alles, ... Ja.  
Ook danste hij voor Studio 100 onder andere in verschillende edities van de Samson en Gert Kerstshow, speelde hij verschillende rollen in de Bumba Show en geeft hij sinds 2023 gestalte aan Bertus Bandiet, de sidekick van Piet Piraat.
Daarnaast schreef Remi #GekraaktDoorEigenNaakt en En Garde, twee educatieve theatervoorstellingen voor Uitgezonderd. Ook Kop of Munt is een muziektheatervoorstelling waarvoor hij meeschreef aan zowel script, liedteksten als muziek. Verder schrijft Remi geregeld songteksten, zoals voor zijn single Nog Even, de GameKeepers-song Niet Game Over en de laatste nieuwe Nachtwacht-hit Samen Sterk. Daarnaast is hij i.o.v. Studio 100 vaak scenarist voor verschillende shows.  
Als stemacteur is Remi vaak te horen in animatiereeksen en -films. Op televisie presenteerde hij Jij Kiest op het toenmalige VTMKzoom en speelde hij in o.a. Lang Leve ..., ROX, Kosmoo en Campus 12 en momenteel in Thuis als Mats. In 2021 nam hij deel aan het televisieprogramma K2 zoekt K3, waarin hij de halve finale haalde. Meteen daarna bracht hij zijn allereerste single, 'Nog Even' uit. In 2023 was Remi te zien in de Nederlandse bioscoopfilm Het Feest van Tante Rita.
De Smet studeerde in 2024 af aan de Fontys Hogeschool voor de Kunsten, richting 'musicaltheater'.  
Sinds juni 2024 speelt hij in de nieuwe versie van de spektakel-musical 14-18 de rol van Kamiel Laenens.

## Musicals/Shows
| Jaar      | Titel                                                                   | Rol                                 | Producent                            |
| --------- | ----------------------------------------------------------------------- | ----------------------------------- | ------------------------------------ |
| 2012      | Robin Hood                                                              | Kleine Robin                        | Studio 100                           |
| 2012      | Ben X                                                                   | Kleine Ben                          | Musical van Vlaanderen               |
| 2014      | '14-'18                                                                 | Jonge Albert De Smet                | Studio 100                           |
| 2014      | De Grote Sinterklaasshow 2014                                           | Wickie de Viking                    | Studio 100                           |
| 2014-2015 | Samson en Gert Kerstshow 2014-2015                                      | Koor                                | Studio 100                           |
| 2015      | Wickie de Musical                                                       | Wickie de Viking                    | Studio 100                           |
| 2015      | De Grote Sinterklaasshow 2015                                           | Wickie de Viking                    | Studio 100                           |
| 2016      | Kadanza Together                                                        | Ensemble (danskamp)                 | Studio 100 en Ketnet                 |
| 2016      | Dolfje Weerwolfje                                                       | Timmie                              | Rick Engelkes Producties             |
| 2016-2017 | Samson en Gert Kerstshow 2016-2017                                      | Ballet                              | Studio 100                           |
| 2017      | De Ridders van de Ronde Keukentafel                                     | Balan                               | Deep Bridge                          |
| 2017-2018 | Samson en Gert Kerstshow 2017-2018                                      | Ballet                              | Studio 100                           |
| 2018      | The Christmas Show                                                      | Elf                                 | Deep Bridge                          |
| 2019      | Pinokkio                                                                | Fox                                 | Toneelatelier                        |
| 2019      | Titanic                                                                 | Edward                              | Festivaria                           |
| 2019      | November 89                                                             | Max Holtz                           | The Singing Factory                  |
| 2019-2022 | Samson & Gert Afscheidsshow                                             | Ballet                              | Studio 100                           |
| 2022      | Oliver!                                                                 | Dodger                              | Camerata Productions                 |
| 2022-2023 | Bumba Show - Bumbina komt spelen                                        | Postbode, Bakker, Machinist, Dokter | Studio 100                           |
| 2023      | Piet Piraat Show - De Schat Van De Propere Zeeën                        | Bertus Bandiet                      | Studio 100                           |
| 2023      | Piet Piraat Halloweenshow - Het vervloekte zeemonster (Plopsaland)      | Bertus Bandiet                      | Studio 100                           |
| 2023      | De Grote Sinterklaasshow 2023                                           | Bertus Bandiet                      | Studio 100                           |
| 2023      | Mamma Mia!                                                              | Swing                               | De Graaf & Cornelissen Entertainment |
| 2024      | Red Star Line (musical)                                                 | Ensemble                            | Studio 100                           |
| 2024      | '14-'18 (2024 versie)                                                   | Kamiel Laenens                      | Studio 100                           |
| 2024      | Studio 100 Zingt                                                        | Host/zichzelf                       | Studio 100                           |
| 2024      | Piet Piraat Halloweenshow – De vloek van kapitein Goudtand (Plopsaland) | Bertus Bandiet                      | Studio 100                           |

## Theater
| Jaar       | Titel                                     | Rol           | Producent                |
| ---------- | ----------------------------------------- | ------------- | ------------------------ |
| 2015       | STUK, een klein geluk in een grote oorlog | Jefke         | Musikalo en CC De Ploter |
| 2016       | Pietje Bluut                              | Jimmy         | Theater Scala Gent       |
| 2016       | Ondanks alles, ... Ja!                    | Jef'ke        |                          |
| 2017-heden | #GekraaktDoorEigenNaakt                   | Casper        | Uitgezonderd./EDTV       |
| 2018-heden | En Garde!                                 | Vince         | Uitgezonderd./EDTV       |
| 2022-heden | Kop of Munt                               | Valentine Joe |                          |

## Stemmenwerk
| Jaar         | Film/tv-serie                     | Rol             |
| ------------ | --------------------------------- | --------------- |
| 2012         | Ted en de Schat van de Mummie     | Kleine Ted      |
| 2012         | Sammy 2                           | Ricki           |
| 2013         | Knoester                          | Junior          |
| 2013         | Belle en Sebastiaan               | Sebastiaan      |
| 2013         | Flits & het Magische Huis         | Flits           |
| 2013         | Peter Pan                         | Kleine Michael  |
| 2014         | Johan en de Verenkoning           | Johan           |
| 2014         | De Geur van Worteltjes            | Eekhoorn        |
| 2014         | The Lego Movie                    | Finn            |
| 2014         | Escape from Planet Earth          | Flip            |
| 2015         | Hotel Transylvania 2              | Dennis          |
| 2016         | De Leeuwenwacht                   | Bunga           |
| 2016         | School of Rock                    | Zack            |
| 2016         | Evermoore                         | Jake            |
| 2016         | Bollie en Billie                  | Bollie          |
| 2016         | Odd Squad                         | Oscar           |
| 2016         | Huize Herrie                      | Clide           |
| 2017         | Nils Holgersson                   | Nils Holgersson |
| 2017         | 100% Coco                         | Vince           |
| 2018         | Tib & TumTum                      | Tib             |
| 2018         | Monchhichi                        | Willig          |
| 2019         | The Lego Movie 2: The Second Part | Finn            |
| 2019         | Coop en Cami                      | Fred            |
| 2019         | Hacker (2019)                     | Benjamin        |
| 2020         | De Wraak van de Ninja             | Alex            |
| 2020         | Apollo's Grote Avonturen          | Incognito       |
| 2020         | 100% Wolf!                        | Chariot         |
| 2020         | Jef - Hallo Wereld                | De IJsvogel     |
| 2020         | Calamaty                          | Ethan           |
| 2021         | Ron's Gone Wrong                  | Barney          |
| 2021         | Felix op zoek naar de schat van M | Max             |
| 2021         | Find Me in Paris                  | Simon           |
| 2021         | Presto (serie)                    | Dylan           |
| 2021         | Are you affraid of the dark       | Graham          |
| 2021         | The Barbarian and the Troll       | Kendar          |
| 2022         | Rabbit Academy                    | Max             |
| 2022         | Monty & Co                        | Jack            |
| 2022 - heden | Raven's Home                      | Neil            |

## Film/Televisie
| Jaar      | Productie                      | Rol                          | Zender       |
| --------- | ------------------------------ | ---------------------------- | ------------ |
| 2010      | Wij van België                 | Zoontje van Filip & Mathilde | VTM          |
| 2013      | ROX                            | Thomas                       | Ketnet       |
| 2013      | Lang Leve... Koen Wauters      | Kleine Kris Wauters          | VTM          |
| 2013      | Reclamefilmpje Canvas          | Onbekend                     | Eén & Canvas |
| 2013      | Jij Kiest!                     | Presentator                  | vtmKzoom     |
| 2014      | Lang Leve... Astrid Bryan      | De kleine "Lau"              | VTM          |
| 2014      | Lang Leve... Nathalie Meskens  | Kleine Kevin                 | VTM          |
| 2015-2016 | Ketnet Musical                 | Zichzelf - Deelnemer         | Ketnet       |
| 2017      | Reclamefilmpje CLB             | Vertrouwenspersoon           |              |
| 2017      | Kosmoo                         | Floris                       | Studio 100   |
| 2017      | Van Gils & Gasten              | Praatgast                    | VRT          |
| 2017      | Reportage over Sexting in Pano | Zichzelf                     | VRT          |
| 2019      | Campus 12                      | Lars                         | Ketnet       |
| 2021      | K2 zoekt K3                    | Zichzelf - Deelnemer         | VTM & SBS6   |
| 2022      | Het feest van tante Rita       | Mattie                       | Bioscoopfilm |
| 2024      | Thuis                          | Mats Thijsen                 | VRT 1        |
| 2024      | Waiko                          | Wevlok                       | Ketnet       |

## Eigen nummers
| Jaar | Titel    | Zanger(s)/zangeres(sen)             | Producent(en) |
| ---- | -------- | ----------------------------------- | ------------- |
| 2022 | Nog Even | Remi De Smet & Diede van den Heuvel | REMI & DIEDE  |